# Boy George
George Alan O'Dowd, més conegut com a Boy George (Eltham, Londres, 14 de juny de 1961), és un cantant, dissenyador de moda i DJ britànic que va aconseguir un alt nivell de fama amb el seu grup Culture Club en els anys 80.

## Inicis
Boy George va treballar al Blitz Club de Great Queen Street, que comptava amb Steve Strange com a porter i amb Boy George com a depenent del guarda-roba. Allí va realitzar amb Culture Club la seva primera actuació.
George va cridar l'atenció de Malcolm McLaren, un productor que va voler que aparegués com a Lieutenant Lush en un concert de teatre amb Annabella Lwin. Encara que l'espectacle de George i Lwin no va durar molt, li va presentar a l'anterior DJ Mikey Craig, amb qui va crear un duo anomenat In Praise Of Lemmings, amb Craig tocant el baix. Poc després, Jon Moss (bateria de The Damned, Adam and the Ants i London, que també va ser parella de Boy George) i Roy Hay van formar The Sex Gang Children i finalment Culture Club. Es caracteritzava principalment pel seu aspecte androgin.

## Carrera
El seu primer èxit, editat el 1982, va ser Do you really want to hurt me?, que es va convertir en un èxit mundial i va arribar al número u a diversos països. Després, van seguir I'll Tumble 4 Ya, Time (Clock Of The Heart) i el primer àlbum Kissing To Be Clever. Els èxits es van seguir succeint amb el segon àlbum Colour By Numbers, el disc amb major èxit en la història de la banda, que va aconseguir que cançons com Karma Chameleon i Miss Me Blind es convertissin en clàssics dels anys vuitanta. Amb el tercer àlbum Waking Up With The House On Fire i després del senzill The War Song, començaria el declivi del grup, que editaria un quart àlbum From luxury to heartache, el 1986.
Implicat en un escàndol per consum de cocaïna i heroïna, Culture Club es va dissoldre i George va començar la seva carrera com a solista, amb el seu primer àlbum Sold, editat el 1987, que incloïa la seva versió de Everything I Own, un tema del grup Bread, feta a ritme reggae per George.
Convertit en una icona dels anys vuitanta, s'ha dedicat a escriure llibres (una autobiografia en dues parts i un llibre de cuina macrobiòtica), a viatjar pel món com a DJ, a fundar un segell discogràfic, a la fotografia, a escriure un musical que va arribar a Broadway (Taboo) i a dissenyar roba sota la marca B-Rude. George sempre va anar obertament gai, no ocultava la seva sexualitat als seus fans i va mantenir una gran amistat amb el vocalista de Queen, Freddie Mercury. És considerat el rei del New Romantic i en la dècada dels 80 va ser considerat com el príncep del pop.
Va participar en l'episodi setzè Cowboy George de la quarta temporada de The A-Team amb la cançó "Karma Chameleon" com a final de l'episodi. Va tenir un cameo en la pel·lícula espanyola I love you, baby (2001), protagonitzada per Jorge Sanz.
Boy George va enfocar la seva energia en l'últim disc, el seu primer estudi de llarga durada en divuit anys. L'àlbum de nom This Is What I Do, compta amb col·laboracions amb el productor de joventut (Siouxsie and the Banshees, Primal Scream, The Orb, O2, Depeche Mode), així com una sèrie de músics convidats estel·lars incloent-hi DJ Yoda, Kitty Durham (Kitty Daisy & Lewis), Ally McErlaine (Texas / Red Sky July), MC Spee (Dreadzone) i Nizar Al Issa, molts dels quals actuaran com a banda de George en concerts en directe. Va formar part dels assessors del concurs caça-talents The Voice UK durant el 2015.

## Llibres
- Straight!
- Take like a man
- Cook book
- Cry Salty Tears

## Discografia

### Àlbums
Amb Culture Club
- 1982 - Kissing to Be Clever
- 1983 - Colour by Numbers
- 1984 - Waking Up with the House on Fire
- 1986 - From Luxury to Heartache
- 1999 - Don't Mind If I Do

Com a solista
- 1987 - Sold
- 1988 - Tense Nervous Headache
- 1989 - Boyfriend
- 1989 - High Hat (àlbum recopilatori)
- 1990 - The devil in sister george
- 1991 - The Martyr Mantras
- 1995 - Cheapness and Beauty
- 1995 - Funtime (Singles)
- 1995 - Samething in reverse (Singles)
- 1998 - The Unrecoupable One Man Bandit
- 2002 - U Can Never B2 Straight
- 2006 - The Twin - Yum Yum'
- 2010 - Amazing grace (Singles)
- 2010 - Ordinary Alien
- 2011 - Pentonville blues (Singles)
- 2013 - This Is What I Do

Com a DJ
- 1998 - Lucky For Some (Mixed By Boy George)
- 1999 - Galaxy Mix
- 2001 - Boygeorgedj.com
- 2001 - The essential Mix
- 2002 - A night in with Boy George a Chillout Mix
- 2003 - In and Out: Mixed By Boy George
- 2015 - Just Another Guy by Boy George & Vanilla Ace Feat Katerina Themis

Amb Taboo musical
- 2002 - original london cast
- 2004 - original brodway cast recording

### Senzills com a solista (col·laboracions)
| Any  | Cançó | Àlbum                  |
| ---- | --- | ---------------------- |
| 1987 | Everything I Own | Sold                   |
| 1987 | Keep Me In Mind | Sold                   |
| 1987 | Sold | Sold                   |
| 1987 | To Be Reborn | Sold                   |
| 1988 | Live My Life | Single solo            |
| 1988 | No Clause 28 | Boyfriend              |
| 1988 | Don't Cry | Tense Nervous Headache |
| 1988 | Something Strange Called Love | Tense Nervous Headache |
| 1989 | Don't Take My Mind on a Trip | Boyfriend              |
| 1989 | You Found Another Guy | Boyfriend              |
| 1989 | Whether They Like It or Not | Boyfriend              |
| 1989 | Whisper | High Hat               |
| 1990 | One on One | The Martyr Mantras     |
| 1991 | Bow Down Mister | The Martyr Mantras     |
| 1991 | Generations of Love | The Martyr Mantras     |
| 1992 | The Crying Game | BSO The Crying Game    |
| 1995 | Funtime | Cheapness and Beauty   |
| 1995 | Il Adore | Cheapness and Beauty   |
| 1995 | Same Thing in Reverse | Cheapness and Beauty   |
| 1996 | Sad"/"Satan's Butterfly Ball" (promo) | Cheapness and Beauty   |
| 1996 | Love is Leaving | Single solo            |
| 1998 | When Will You Learn | Single solo            |
| 1998 | Why go (Feat Faithless) |                        |
| 2002 | Ich Bin Kunst (taboo musical) |                        |
| 2002 | Run (Feat Sash!) |                        |
| 2003 | Out of Fashion (Feat Hi-Gate) |                        |
| 2006 | Here come the girls |                        |
| 2008 | Yes We Can | Ordinary Alien         |
| 2009 | White Xmas | Single solo            |
| 2010 | Amazing Grace | Ordinary Alien         |
| 2010 | Tichy (Feat Boy George) | Ordinary Alien         |
| 2011 | Turn 2 Dust |                        |
| 2011 | Somebody to love me (Feat Mark Ronson) |                        |
| 2011 | Pentonville Blues |                        |
| 2012 | VideoGames |                        |
| 2012 | These Gods Will Fall (Feat Marc Vedo & Federico Scavo)                                                                                    |                        |
| 2012 | Coming Home (Feat Dharma Protocol) |                        |
| 2012 | Happy (Feat Dj Yoda) |                        |
| 2013 | King of Everything | This Is What I Do      |
| 2014 | My God | This Is What I Do      |
| 2014 | Nice And Slow | This Is What I Do      |
| 2014 | I dont Love you original song showcasing the Gentleman Collection, designed by celebrity stylist David Thomas and Jason of Beverly Hills. | This Is What I Do      |
| 2015 | More than silence (cançó original de Culture Club)                                                                                        |                        |